# Deutsche Freie-Partie-Meisterschaft 2018/19

Veranstaltungsort: Bad Wildungen

Die Deutsche Freie-Partie-Meisterschaft 2018/19 ist eine Billard-Turnierserie und fand vom 3. bis zum 4. November 2018 in Bad Wildungen
zum 51. Mal statt.

## Geschichte
Wieder einmal ungeschlagen wurde Sven Daske Deutscher Meister in der Freien Partie. Im Finale siegte er zwar 300:0 in einer Aufnahme gegen Thomas Berger, aber das Niveau dieser Meisterschaft war leider nicht sehr hoch. Das zeigt der Turnierdurchschnitt von lediglich 22,96. Platz drei belegten mit Markus Melerski und Carsten Lässig zwei Ex-Meister.
Die Ergebnisse sind aus eigenen Unterlagen. Ergänzt wurden Informationen aus der österreichischen Billard-Zeitung Billard.

## Modus
Gespielt wurden zwei Vorrundengruppen à vier Spieler im Round-Robin-Modus bis 250 Punkte oder 15 Aufnahmen. Die zwei Gruppenbesten kamen ins Halbfinale und spielten bis 300 Punkte den Sieger aus.
Die Endplatzierung ergab sich aus folgenden Kriterien:
1. Matchpunkte
2. Generaldurchschnitt (GD)
3. Höchstserie (HS)

## Teilnehmer
1. Thomas Berger (Frankfurt)
2. Sven Daske (Langendamm)
3. Carsten Lässig (Coesfeld)
4. Uwe Matuszak (Krefeld)
5. Markus Melerski (Hilden)
6. Christian Pöther (Dortmund)
7. Arnd Riedel (Hamburg)
8. Michael Woidowski (Krefeld)

## Turnierverlauf

### Gruppenphase
| MP    | Match Points (Sieger = 2; Unentschieden = 1; Verlierer = 0) |
| Pkte. | Erzielte Karambolagen                                       |
| Aufn. | Benötigte Versuche                                          |
| GD    | Generaldurchschnitt                                         |
| BED   | Bester Einzeldurchschnitt eines Spielers                    |
| HS    | Höchstserie                                                 |
|       | Bester GD des Turniers                                      |
|       | Bester ED des Turniers                                      |
|       | Beste HS des Turniers                                       |
|       | 1. Platz (Gold)                                             |
|       | 2. Platz (Silber)                                           |
|       | 3. Platz (Bronze)                                           |

| Platz                      | Name             | MP  | Pkte. | Aufn. | GD    | BED    | HS  |
| -------------------------- | ---------------- | --- | ----- | ----- | ----- | ------ | --- |
| 1                          | Sven Daske       | 6:0 | 750   | 21    | 35,71 | 250,00 | 250 |
| 2                          | Christian Pöther | 4:2 | 593   | 19    | 31,21 | 83,33  | 237 |
| 3                          | Arnd Riedel      | 2:4 | 383   | 18    | 21,27 | 17,85  | 127 |
| 4                          | Uwe Matuszak     | 0:6 | 628   | 38    | 15,52 | –      | 90  |
| Gruppendurchschnitt: 24,52 |                  |     |       |       |       |        |     |

| Platz                      | Name              | MP  | Pkte. | Aufn. | GD    | BED   | HS  |
| -------------------------- | ----------------- | --- | ----- | ----- | ----- | ----- | --- |
| 1                          | Thomas Berger     | 6:0 | 750   | 22    | 34,09 | 83,33 | 242 |
| 2                          | Carsten Lässig    | 4:2 | 515   | 29    | 17,75 | 22,72 | 73  |
| 3                          | Markus Melerski   | 2:4 | 576   | 31    | 18,58 | 41,66 | 138 |
| 4                          | Michael Woidowski | 0:6 | 182   | 26    | 7,00  | –     | 41  |
| Gruppendurchschnitt: 18,73 |                   |     |       |       |       |       |     |

### Finalrunde
| 1. Halbfinale    |     |     |   |       |       |     |
| Sven Daske       | 2:0 | 300 | 8 | 37,50 | 37,50 | 143 |
| Carsten Lässig   | 0:2 | 37  | 8 | 4,62  | –     | 23  |
| 2. Halbfinale    |     |     |   |       |       |     |
| Thomas Berger    | 2:0 | 300 | 6 | 50,00 | 50,00 | 244 |
| Christian Pöther | 0:2 | 60  | 6 | 10,00 | –     | 34  |

| Finale        |     |     |   |        |        |     |
| Sven Daske    | 2:0 | 300 | 1 | 300,00 | 300,00 | 300 |
| Thomas Berger | 0:2 | 0   | 1 | 0,00   | –      | 0   |

## Abschlusstabelle
| MP    | Match Punkte (Sieger = 2; Unentschieden = 1; Verlierer = 0) |
| SV    | Satzverhältnis (nur bei Turnieren im Satzsystem)            |
| Pkte. | Erzielte Karambolagen                                       |
| Aufn. | benötigte Aufnahmen                                         |
| GD    | Generaldurchschnitt                                         |
| MGD   | Mannschafts-Generaldurchschnitt                             |
| BED   | Bester Einzeldurchschnitt eines Spielers                    |
| BEMD  | Bester Einzeldurchschnitt einer Mannschaft                  |
| BSD   | Bester Satzdurchschnitt eines Spielers                      |
| HS    | Höchstserie                                                 |
| WRP   | Weltranglistenpunkte                                        |

| Klassement                 | Klassement | Klassement        | Klassement | Klassement | Klassement | Klassement | Klassement | Klassement | Klassement |
| Phase                      | Platz      | Name              | MP         | Pkt.       | Aufn.      | GD         | BED        | HS         |            |
| -------------------------- | ---------- | ----------------- | ---------- | ---------- | ---------- | ---------- | ---------- | ---------- | ---------- |
| Finale                     | 1          | Sven Daske        | 10:0       | 1350       | 30         | 45,00      | 300,00     | 300        |            |
| Finale                     | 2          | Thomas Berger     | 8:2        | 1050       | 29         | 36,20      | 83,33      | 244        |            |
| Halb- finale               | 3          | Christian Pöther  | 4:4        | 653        | 25         | 26,12      | 83,33      | 237        |            |
| Halb- finale               | 3          | Carsten Lässig    | 4:4        | 552        | 37         | 14,91      | 22,72      | 73         |            |
| Gruppen- phase             | 5          | Arnd Riedel       | 2:4        | 383        | 18         | 21,27      | 17,85      | 127        |            |
| Gruppen- phase             | 6          | Markus Melerski   | 2:4        | 576        | 31         | 18,58      | 41,66      | 138        |            |
| Gruppen- phase             | 7          | Uwe Matuszak      | 0:6        | 628        | 38         | 15,52      | –          | 90         |            |
| Gruppen- phase             | 8          | Michael Woidowski | 0:6        | 182        | 26         | 7,00       | –          | 41         |            |
| Turnierdurchschnitt: 22,96 |            |                   |            |            |            |            |            |            |            |